# Fuggerhaus (Donauwörth)

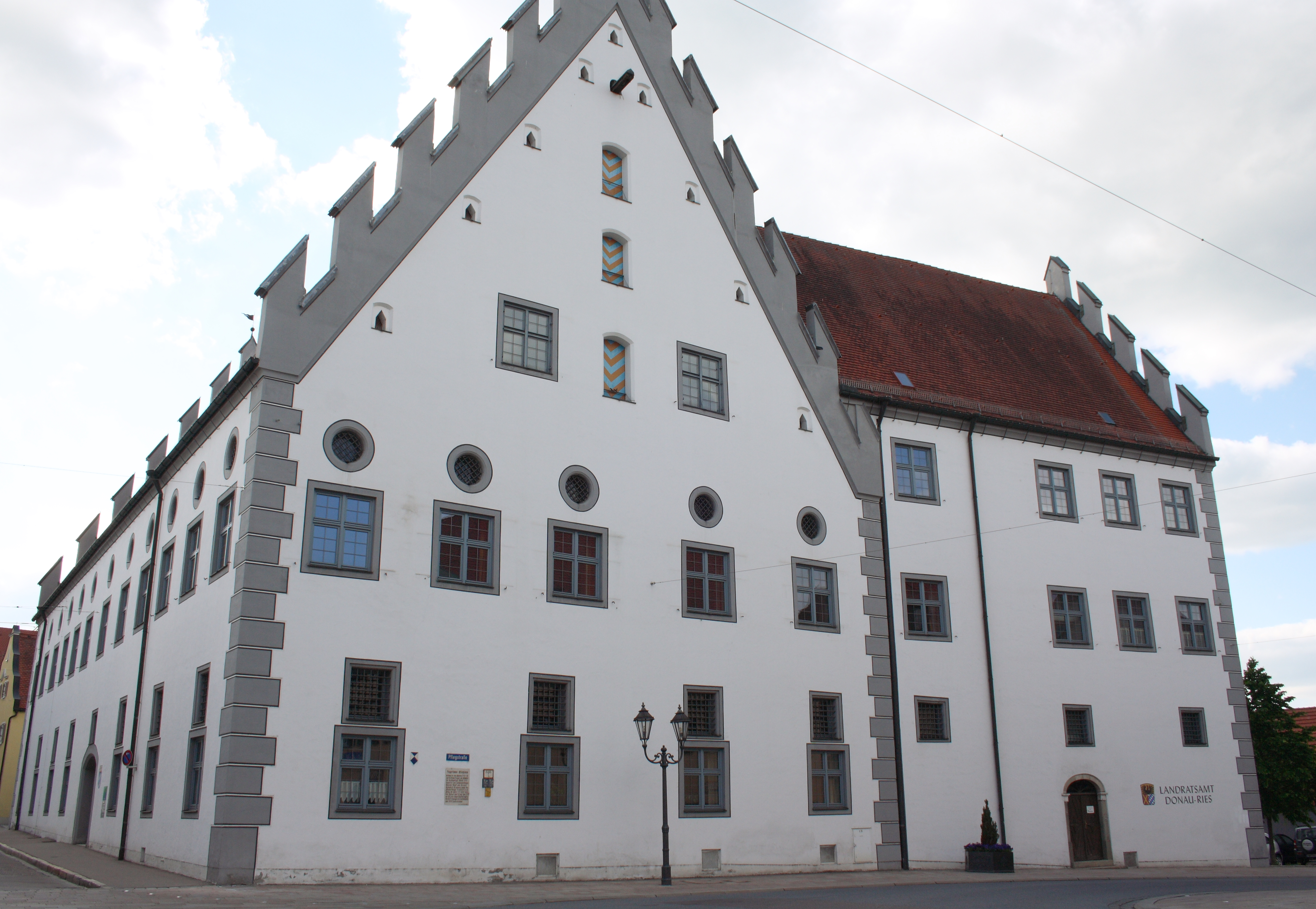
Fuggerhaus in Donauwörth

Das Fuggerhaus in Donauwörth, einer Stadt im schwäbischen Landkreis Donau-Ries in Bayern, wurde im 16. Jahrhundert errichtet. Das Gebäude Heilig-Kreuz-Straße 1 bzw. Pflegstraße 2  ist ein geschütztes Baudenkmal.

## Geschichte
Im Jahr 1536 kaufte Anton Fugger (der neue Herr der Reichspflege Wörth) das Haus, in dem die Wohnung des kaiserlichen Pflegers war, und ließ ab 1537 an seiner Stelle einen repräsentativen Neubau errichten. Die Pläne entwarf der Baumeister Quirin Knoll. Wegen Kriegsschäden musste das Gebäude nach 1945 wiederhergestellt werden. Seit längerer Zeit befindet sich das Landratsamt des Landkreises Donau-Ries in dem Gebäude.

## Beschreibung
Der zweigeschossige Renaissancebau mit hohen zinnenbekrönten Giebeln besitzt im Erdgeschoss eine gewölbte Vorhalle mit Treppenhaus. Im Obergeschoss befindet sich eine Portallaibung, die mit 1539 bezeichnet ist. Teile der prächtigen Innenausstattung befinden sich im Bayerischen Nationalmuseum in München.  